# Морнаричка библиотека у Пули
Морнаричка библиотека у Пули (хр. Mornarička knjižnica (Marine-Bibliothek) која се данас налази у Дому хрватских бранитеља, од 1992. године је споменик културе Републике Хрватске. Основана је у Венецији 1802. године, а Пулу је пресељена шездесетих година 19. века када је лука у Пули постала главна ратна лука царске и краљевске Ратне морнарице. 
Морнаричка библиотека од свог оснивања па до данас поседује вредне књиге, енциклопедије и часописе који указују на развој научне мисли везане за поморство у историјском раздобљу од два века. Током године како су се мењале власти и државе, већи део библиотечког фонда је пребачен на другу стратешку важну локацију што је донекле осиромашивало Морнаричку библиотеку. Наиме пред крај Другог светског рата, 1944. године Немачка војска је возом преселила целокупни фонд Морнаричке библиотеке на подручје Чешке; одакле је по завршетку рата од 1949. до 1950. године пресељена у Ратни архив у Бечу. Након много година преговора 1975. Република Аустрија је вратила већи део библиотечког фонда који данас употпуњује збирку која је некада постојала, а део фонда, заједно с инвентарним књигама, остао је у библиотеци Аустријског државног архива (Bibliothek des Österreichischen Staatsarchivs) у Бечу.

## Називи библиотеке на хрватском и италијанском
Mornarička knjižnica (Marine-Bibliothek)  - Carska i kraljevska Mornarička knjižnica (K. u. k. Marine-Bibliothek)

## Заштита
На очување Морнаричке библиотеке као културног добра утицало је то што је је 1992. године Морнаричка библиотека у Пули унета у регистар као споменик културе Републике Хрватске

## Положај
Морнаричка библиотека у Пули, као четврто одељење Идрографског завода у Пули била је смештена у новоизграђеној згради на једном од најлепших места у граду на Монте Зару, надомак самога градског средишта, са лепим погледом који се пружа према пулском заливу и луци. Око ње је подигнут парк који је постао један од најлепших у Пули. Годинама су бродови ратне морнарице из својих научних мисија по целом свету доносили разноврсну флору којом је уређиван парк.

## Историја

##### Оснивање Морнаричке библиотеке
Морнаричка (библиотека) књижница (итал. K. u. k. Marine-Bibliothek), односно Библиотека царске и краљевске Морнарице основана је 1802. године у Венецији, при врховној команди аустријске Ратне морнарице, на предлог надвојводе Карла од Аустрије (1771–1847), министра морнарице и рата, који је као подршку 18. јула 1803. године послао првих 14 дела у 20 томова, из области артиљерије и морнарице. Надвојводи Карлу су се убрзо придружили официри морнарице који су више година уплаћивали део својих плата за попуну библиотеке књигама, а касније је држава (Хабзбуршка монархија) преузела њено финансирање и снабдевање. 
У рату против Француске 1805. године Аустрија је изгубила Венецију, а са њом и ову библиотеку (која је имала око 700 томова), али је повратком Венеције у посед Аустрије 1814. године, аустријска морнарица у млетачком Арсеналу пронашла библиотеку са фондом од 135 дела у 474 тома. Предала је библиотеку Морнаричкoм колеџу (Collegio di Marina), касније названом да служи морнаричким официрима. Морнарички кадетски колеџ (Marine-Kadetenkolleg).
Због рата за уједињење Италије 1848. године, колеџ је премештен у Трст, где је 1851. године трансформисан у Поморску академију. У Трста је  1850. године вероватно читав фонд ове библиотеке премештен из Венеције. Тада је до изражаја дошла његова функција централне библиотеке аустријске морнарице, која је сакупљала дела из области поморских наука, наука о мору и дела општег образовног садржаја. Наредне 1852. године све књиге Централне библиотеке Морнарице су постале саставни део фонда Морнаричке библиотеке, а каталошки бројеви су први пут додати свим књигама. Наредне 1852. године све књиге Централне библиотеке Морнарице су постале саставни део фонда Морнаричке библиотеке, а каталошки бројеви су први пут додати свим књигама. 
Године 1854. новооснована поморска опсерваторија (позната као Звездарница у Трсту) преузела је део фонда. Током 1855. године библиотека је припојена Морнаричкој опсерваторији, са циљем да Морнаричка опсерваторија обезбеди поморске карте, књиге, инструменте за астрономска посматрања и обуку официра и подофицира. 
Током 1860. ова библиотека је укључена у новоосновану хидрографску установу (Hydrographische Anstalt) у Трсту. Наиме како је Надвојвода Фердинанд Максимилијан намеравао је да модернизује морнарицу и побољша образовање морнаричких питомаца, он је са том намером 1860. године основао Хидрографски институт у Трсту, чији је главни задатак био управљање Поморском библиотеком. Морнаричка библиотека требало је да има најважнија дела поморске струке, како би омогућила свим гранама морнарице да прошире знање и напредују у развоју, и требало је да буде намењена за потребе целокупне морнарице. Поред књига, библиотека је располагала и складиштем наутичких карата, хидрографских помагала и инструмената за потребе природних наука. Директор установе био је др Шауб.
Од самога оснивања то је била централа научна и стручна библиотека намењена потребама Морнарице, која је поседовала књиге и периодику из области поморства. Од 6. августа 1803. године када је издат први каталог са 58 наведених дела у 96 томова, наредне 1804. године библиотечки фонд је већ поседовао 159 дела у 561 том са књигама из области поморства, општа историје, физике, хемије и других научне области важних за морнарицу. 
Поред студијске библиотеке, Морнарички колеџ је имао и прву Морнаричку библиотеку, са фондом од 131 дела у 582 тома. Накнадно је фонд обогаћен са још 59 дела у 157 томова као и инструменатима из поморског фонда и поморским картама.

### Пресељење библиолтеке у Пулу
Шездесетих година 19. века, када је због стратешког положаја Пула постала главна ратна лука царске и краљевске Ратне морнарице, донате је одлука о пресељењу Морнаричке библиотека из Венеције. у Пулу. Пресељење је обављено у периоду од 1865. до 1866. године. 
Када је 1866. укинут Хидрографски завод у Трсту, сви његови делови пресељени су у Пулу, упркос плановима за додељивање Поморској академији у Ријеци. На основу реорганизације и статута из 1869. године, Хидрографски завод је добио четири одељења, од којих је једно била Морнаричка библиотека, са највреднијим делима из области поморства и стручних наука која се односе на поморство, ради праћења научног и техничког напретка у области поморства, хидрографије и сродних наука.
Библиотечки фонд се стално увећавао, па се након изградње зграде Хидрографског завода у Монте Зари 1871. године библиотека, је добила место на њеном првом спрату. Те године објављено је прво издање каталога Морнаричке библиотеке. Потом је следило објављивање каталога 1884., 1895. и 1905. године, који су служили за упознавање корисника са садржајем библиотечке грађе. Након објављивања каталога 1905. године, штампана су још четири додатка која су излазила од 1908. до 1914. године.
Морнаричка библиотека у Пули сматрала се главном библиотеком морнарице, тако да је1874. референтна библиотека Морнаричког одсека у Бечу потпала је под управу Поморске библиотеке у Пули са фондом између 500 и 1.000 томова.
Током 1871. и 1872. поморске библиотеке, којима је управљала Поморска библиотека, почеле су да се уводе на већим бродовима морнарице. У периоду од 1899. до 1901. било је 12 бродских библиотека, а књиге су се позајмљивале према одређеном поступку. 
У нову зграду Поморског техничког комитета, библиотека се преселила 1882. године. У овој згради била је размештена у осам соба са књигама, једном оставом, једном читаонициом и четири канцеларије.
Библиотека је у Пули деловала унутар научних и стручних установа царске и краљевске Ратне морнарице – Хидрографског завода (1869–1885), и Морнаричко-техничког одбора (1885–1918). 
У библиотеци је доминирала поморско-војна и техничка литература, па је цар Фрања Јосип (нем. Franz Joseph, некада превођено као Фрања Јосиф; 1830 — 1916), 1900. године одобрио издвајање Поморске библиотеке од Хидрографског института и њено припајање Морнаричком техничком комитету. 
Од 1896. године, сва издања морнарице морала су бити достављена морнарици библиотека у дупликату. Почетком 1870. године књижни фонд библиотеке износио је 13.943 томова, а 1904. године износила је 14.944 дела у 43.574 томова.
Све књиге су биле обележене печатима различитих облика и натписима институција којима је припадала је библиотека од 1802. до 1918. године. На печатима су коришћени грбови Ратне морнарице и монархије. Када је библиотека постала део Морнаричког техничког комитета књиге су биле обележене печатом овалног облика са грбом Монархије и натписом K. u. k. Marine-tehnisches Comite. Marine-Bibliothek и две врсте печата са текстом K. u. k. Marine-Bibliothek Pola
Када је пред карај Првог светског рата 1918. године Пулу освојила италијанска војска, она је заједно са градом преузела ову библиотеку (један део библиотечког фонда остао је у Пули а друге део фонда однесен је у Италију). Те 1918. година библиотека је располагала са 18.472 наслова књига и периодике.
Морнаричка библиотека, са делом књига које су остале у Пули укључена је у Библиотеку Морнаричке команде  (Biblioteca del Comando Militare Marittimo) у Пули као једна од две збирке које су спојене 1925. године, са укупним фондом од око 50.000 томова.

### Библиотека између два светска рата
Распадом Аустроугарске Монархије 1918., кратко време Морнаричку библиотеку је преузело Национално веће Словенаца, Хрвата и Срба. Када су Истра и Пула 1920. постале део Краљевине Италије, мањи део фонда Морнаричке библиотеке однесен је у Италију, а део фонда је укључен у Библиотеку војно поморске команде (итал. Biblioteca del Comando Militare Marittimo) у Пули, као једна од две збирке које су спојене 1925. године, са укупним фондом од око 50.000 томова.

### Библиотека у Другом светском рату
Након капитулације Италије у Другом светском рату (1943), Пулу је запосела немачка војска, која је задњих година рата (1944). целокупни фонд библиотеке са укупно 52.485 томова возом одвезла у дворац Еисгруб и Фелдсберг, на подручје данашње Чешке.

### Библиотека након завршетка Другој светског рата
Након завршетка Другог светског рата библиотека је у периоду од 1949. до 1950. премештена у Беч и складиштена у Ратни архив Аустрије. 
Након 1949. започети су покушаји Југославенских власти да се Хрватској и Морнаричкој библиотеци у Пули врати њен фонд књига. Коначно, након више од две деценије 1975. године Република Аустрија је прикупила већи део библиотеке (око 6 .700 дела у 20.000 свезака и вратила их у Пулу. 
Књиге су додељене Научној библиотеци, данас Универзитетској библиотеци у Пули. Међутим део фонда (око 11.000 свезака) остао је у Библиотеци аустријског државног архива у Бечу под називом Приручна морнаричка библиотека. 
Након што је Морнаричке библиотека 1992. године проглашена за споменик културе Републике Хрватске, четири године касније, тачније 1996. пресељена је у Дом хрватских бранитеља.

## Фонд Морнаричке библиотеке
Број наслова
Морнаричка библиотека у Пули поседује  6.757 наслова у  20.371 свезака, од којих су 13.000 свезака монографије, а око 7.000 свезака часописи, годишњаци и новине. Од свих часописа око 800 свезака су часописи из области науке о мору.
Порекло фонда
Библиотека поседује научне и стручне публикације су из целога света, које су објављене у периоду од 16. века па до 1918. године. Највише их је из Европе, а остале су из Сједињених Америчких Држава, Русије, Јапана и Јужне Америке.
Језици на којима је писан фонд
Највећи део фонда је писан на немачком језику и то око 60% или око 12. 000 свезака. 
Око 15% фонда је на француском и приближно толико на енглеском језику. 
На италијанском језику је око 7% фонда, а око 3% фонда је на латинском и осталим језицима (шпански, шведски, дански, португалски, руски и др.).
На хрватском језику је свега 15 свезака. 
Обалсти
У фонду библиотеке су заступљене природно-математичке и техничке науке. Велики део фонда односи се на поморство, хидрографију, океанографију и техничке науке које се примењују у поморству. 
Из подручја хуманистичких наука и општеобразовних подручја заступљени су речници разних језика, енциклопедије и лексикони (нпр  Diderot – D’Alembertova Encyclopédie), историјска и географска дела и путописи из готово целог света. 
Мањи дeо фонда важан је за Пулу, јер овај фонд чини стотинак научних публикација Хидрографског завода у Пули. 
Историја Хрватске може се проучавати из бројних дела о Аустроугарској монархији.
Ретка и вредна дела
Међу бројним делима Морнаричке библиотеке налазе се многа вредна и ретка дела, пре свега најранија издања стручне литературе с подручја техничких и природних наука (из 16. и 18. века) издања из области бродоградње, механике и хемије (из 17. и 18. века). У врло вредна издања спадају и уџбеници стручних садржаја који су штампани с почетка 20. века у издању Морнаричке техничке школе у Пули и Морнаричке академије у Ријеци. Међу најстарије књига спадају ове из 16. и 17. века:
- Orationi militari raccolte per Remigio Fiorentino, da tutti gli historici greci e latini, antichi e moderni. Con gli argomenti che dechiarano l'occasioni, per le quali elle furono fatte. Con gli effetti, che elle fecero ne gli animi di coloro, che l'ascoltarono: dove sommariamente si toccano le historie de tutti i tempi. Con l'aggiunta de molti historici, e orationi. Vineggia (Venecija) 1585. (Војни говори; најстарија књига из сачуваног пулског дела Поморске библиотеке)
- Adriani, Giovanni Batista. Istoria de'suoi tempi: divisa in libri ventidue. Di nuovo mandata in luce. Venezia 1587. (Наслов дела; Историја свога времена)
- Busca, Gabriele. L'archittetura militare. Nella quale si contenzza ad ogni professore, e seguace della guerra tanto di grande, quanto di basso titolo. Del modo di fotificaticare luochi deboli, cinger cittadi, fabricare fortezze, cosi al minte, come alla piendura, e della marina, a difenderle da qualsivoglia batteria etc. Milano 1619. (Наслов дела: Дела о војним утврђењима)
- Rohan, Henri II duc de. Mémoires de duc de Rohan, sur les choses adventues en France depuis la mort de Henry le Grand jusqu ŕ la paix faite avec les reformez au mois de Juin 1629. 1646.
- Schott, Caspar. Cursus mathematicus sive absoluta omnium mathematicerum disciplinarum encyclopedia in libros XXVII digesta. Bambergae 1677. (Наслов дела: Течај математике)
- Calligrafia oratoria linguae grecae ad proprietatem, elegatiam et copiam sermonis parandam utilissima. Patavii 1692.
- Gallicius, Josephus. Geometria militaris in qua linearum, planorum ac solidorum quantitates in operibus militaribus existentes considerantur. Omniaque geimetricis demonstartionibus, et ratiocinio triangolarum petractantur. Monachii (München) 1676. (Наслов дела; Војна геометрија)
- Grienbergeri, Christophori. Catalogus veters affixarum longitudines ac latitudines conferens... Romae 1612.
- Gualdo, Galeazzo. Historia delle guerre di Ferdinando II e Ferdinando III imperatori e, del re Filippo IV di Spagna, contro Gustavo Adolfo re di Svetia e Luigi XIII re di Francia sucesse dall'anno 1630, sino all'anno 1640. Bologna 1641. (Наслов дела: Из историје ратовања)